# Col de Gabiédou
À ne pas confondre avec le col des Gabiétous
Le col de Gabiédou est un col de montagne pédestre des Pyrénées s'élevant à 2 736 ou 2 737 mètres d'altitude entre le département français des Hautes-Pyrénées, en Occitanie, et la province espagnole de Huesca, dans la communauté autonome d'Aragon, sur la frontière franco-espagnole.
Il relie la vallée de Héas en Lavedan à la vallée de Bielsa en Aragon.

## Toponymie
En occitan gabiédou signifie « rhododendron ».

## Géographie
Le col de Gabiédou est situé entre le soum de Port-Bieil (2 846 m) au sud-ouest et le pic de Gabiédou (2 809 m)  au nord-est.

## Protection environnementale
Le col est situé dans le parc national des Pyrénées.
Le col fait partie d'une zone naturelle protégée, classée ZNIEFF de type 1, « cirques d’Estaubé, de Gavarnie et de Troumouse », et de type 2, « haute vallée du gave de Pau : vallées de Gèdre et Gavarnie ».

## Voies d'accès
Le col est accessible par le versant nord (versant français) depuis le parking au départ de l'auberge du Maillet, où l'on stationne gratuitement, ou l’on accède par la route départementale 922 en direction du cirque de Troumouse il est accessible par un sentier le long du ruisseau du Maillet vers les pics d'Estaubé ou le pic de Gabiédou.